# Klášter Notre-Dame-des-Blancs-Manteaux
Klášter Notre-Dame-des-Blancs-Manteaux (fr. Abbaye Notre-Dame-des-Blancs-Manteaux) je zaniklý klášter v Paříži ve čtvrti Marais. Původně byl sídlem řádu služebníků Mariiných, posléze vilemitů a nakonec benediktinů. Během Velké francouzské revoluce byl klášter zrušen a posléze zbořen.

## Historie
V roce 1258 založili servité s podporou francouzského krále Ludvíka IX. v Paříži v ulici Rue de la Parcheminerie (dnešní Rue des Blancs-Manteaux) vlastní klášter. Členové žebravého řádu nosili na znamení odříkání nebarvené sutany, takže se jim začalo lidově říkat „Blancs-Manteaux“ (bílé pláště). V roce 1274 zrušil 2. lyonský koncil většinu žebravých řádů a mezi nimi i servity. Přestože byl řád v roce 1277 obnoven, jejich pařížský klášter připadl vilemitům. Pojmenování Blancs-Manteaux zůstalo, i když měli kutny černé. V roce 1618 se vilemité spojili s benediktiny, kteří zde zřídili svůj noviciát.
Klášter měl vlastní kostel, který byl vysvěcen v roce 1397 za přítomnosti krále Karla VI. Benediktini nechali v letech 1685–1690 postavit nové klášterní budovy podle plánů architekta Charlese Duvala, což jsou jediné části, které se z bývalého kláštera dochovaly. Vitráž v chórovém ochozu kostela představuje položení základního kamene v roce 1685. Samotný kostel však zůstal nedokončen. 
Během Velké francouzské revoluce byl klášter zrušen a budovy prodány. Po konkordátu z roku 1801 byl klášterní kostel Notre-Dame-des-Blancs-Manteaux opět otevřen pro bohoslužby. V roce 1807 kostel získalo město Paříž a stal se farním kostelem. Budovy kláštera byly naopak zčásti zničeny výstavbou ulice Rue des Guillemites. V 19. století zbývající klášterní budovy získala sousední zastavárna Mont de Piété.
Při bombardování města v roce 1944 byly kostel i bývalé klášterní budovy poškozeny. Na místě kláštera vzniklo v 60. letech náměstí Square Charles-Victor-Langlois.